# Bengal Basin
Bengal Basin är en slätt i Indien, på gränsen till Bangladesh. Den ligger i den östra delen av landet, 1 300 km öster om huvudstaden New Delhi.